# Hallbjörtorp
Hallbjörtorp is een plaats in de gemeente Kungälv in het landschap Bohuslän en de provincie Västra Götalands län in Zweden. De plaats heeft 98 inwoners (2005) en een oppervlakte van 24 hectare.